# Aphyosemion musafirii
Aphyosemion musafirii är en fiskart som beskrevs av Van der Zee och Sonnenberg 2011. Aphyosemion musafirii ingår i släktet Aphyosemion och familjen Nothobranchiidae. Inga underarter finns listade i Catalogue of Life.